# Incidente del Nord 2501 Noratlas dell'Armée de l'air
Il 3 febbraio 1982, un Nord 2501 Noratlas dell'Armée de l'air era in volo per un'esercitazione nei cieli di Gibuti. A bordo c'erano 36 uomini, di cui 29 legionari e 27 di questi della 2e Régiment étranger de parachutistes, acquartierata a Camp Raffalli a Calvi, in Corsica, che erano a Gibuti per un'esercitazione di quattro-sei mesi. L'aereo si schiantò sul Monte Garbi (1 680 m) non lontano dal confine con l'Etiopia ed esplose non lasciando alcun sopravvissuto.
I membri dell'equipaggio erano i comandanti Dalmasso e Couillaud e i capitani Taddéï e Demange.
Il 12 febbraio ci furono le esequie della cittadina còrsa alla presenza delle alte autorità civili e militari francesi, le cause del disastro secondo l'inchiesta ufficiale furono il maltempo e l'impostazione barometrica errata dell'altimetro del velivolo.